# Crusade/Episodenliste
Die US-amerikanische Fernsehserie Crusade umfasst 13 Episoden. Ursprünglich waren fünf Staffeln mit je 22 Folgen des Babylon-5-Spin-offs geplant, allerdings wurde die Produktion frühzeitig eingestellt.

## Handlung
Die Handlung knüpft direkt an den Film Babylon 5: Waffenbrüder an, der damit die Rolle als Pilotfilm einnimmt. Im Folgenden werden zusätzlich die Handlungen von drei weiteren Episoden beschrieben, deren Drehbücher bereits fertig waren, bevor die Serie eingestellt wurde. Obwohl diese Folgen nicht mehr gedreht wurden, gehört ihre Handlung vollständig zum Kanon des Babylon-5-Universums. Die Folge The End of the Line war als 22. Episode und damit als Finale der ersten Staffel geplant. Die gesamte Staffel spielt im Jahr 2267.
| Nr. | Nr. (Prod.) | Deutscher Titel          | Originaltitel                 | Regie                  | Drehbuch               | Premiere USA  | Dt. Premiere D | Chronologische Reihenfolge Anm. |
| --- | ----------- | ------------------------ | ----------------------------- | ---------------------- | ---------------------- | ------------- | -------------- | ------------------------------- |
| 1 | 108         | Kriegsgebiet             | War Zone                      | JanetGreek             | J. Michael Straczynski | 9. Juni 1999  | 23. Juni 2011  | 1                               |
| Die Erde steht nach der Freisetzung des Drakh-Virus unter Quarantäne. Captain Matthew Gideon wird zum Mars beordert, da man ihn als Anführer einer besonderen Mission auserwählt hat: Mit dem neuartigen Zerstörer Excalibur soll er sich auf die Suche nach einem Heilmittel gegen die Seuche begeben. Als medizinische Leiterin wird ihm Dr. Sarah Chambers zugeteilt. Gideon besteht darauf, dass der Telepath John Matheson sein erster Offizier wird. Die Diebin Dureena Nafeel kann ihn ebenfalls überzeugen, mit ihren Fähigkeiten als Crewmitglied zu dienen. Kurz darauf wird die Crew zu ihrem ersten Einsatz geschickt. Kürzlich wurde ein Zerstörer der Erde von einem Drakh-Schiff vernichtet, das daraufhin auf dem Planeten Ceti 4 eine Bruchlandung erlitt. Dort befindet sich außerdem eine archäologische Expedition der Erde. Tatsächlich machen sich die Drakh auf den Weg zu den Archäologen, können aber vorher von Gideon abgefangen werden. Gemeinsam mit dem Leiter der Expedition, Max Eilerson, untersucht die Crew der Excalibur das Drakh-Schiff. Dort beginnt ein Kampf mit der verbliebenen Besatzung, bei dem überraschend der Technomagier Galen zu Hilfe kommt und die meisten Drakh ausschaltet. Gleichzeitig trifft Verstärkung für die Drakh ein, die in einem Raumgefecht mit der Excalibur besiegt wird. Auf Ceti 4 wird ein Drakh gefangen und soll auf die Erde überstellt werden. Eilerson schließt sich der Crew der Excalibur an. Gideon trifft sich mit Galen, der ebenfalls seine Absicht bekundet, die Mission zu begleiten. |             |                          |                               |                        |                        |               |                |                                 |
| 2 | 107         | Der lange Weg            | The Long Road                 | Mike Vejar             | J. Michael Straczynski | 16. Juni 1999 | 23. Juni 2011  | 3                               |
| Auf dem Planeten Regula 4 wird ein seltenes Mineral abgebaut, das auf Menschen lebensverlängernd wirkt und der Erde somit mehr Zeit verschaffen soll. Außerdem leben dort einige Siedler, die sich für ein naturnahes Leben und den Verzicht auch moderne Technik entschieden haben. Der Abbau des Minerals wird allerdings seit einiger Zeit ohne Gewaltanwendung sabotiert und es gibt seltsame Erscheinungen, wie etwa ein riesiger Drache. Gideon geht der Sache auf den Grund und trifft dabei auf den Technomagier Alwyn, Galens ehemaligen Lehrer, der als Freund und Ratgeber unter den Siedlern lebt. Er gibt zu, für die Sabotage und die Erscheinungen verantwortlich zu sein, da der Abbau in letzter Zeit enorm beschleunigt wurde, ohne Rücksicht auf die Natur und die Gesundheit der Bevölkerung. Die Situation eskaliert, als einige Siedler Mitarbeiter der Mine als Geiseln nehmen, da sie sich durch Alwyns Anwesenheit sicher fühlen. Ein Stoßtrupp der Erdstreitkräfte greift ein, aber Alwyn kann die Auseinandersetzung gewaltfrei lösen. Er ist entsetzt, wozu die Siedler fähig sind. Gemeinsam mit Gideon entwickelt er einen Plan: Alwyn verliert scheinbar die Beherrschung und droht die Streitkräfte der Erde zu vernichten. Die Excalibur schaltet ihn aus und zerstört dabei den Minenkomplex. Doch Alwyn ist wohlauf. Die Siedler sollen ihn für tot halten und zukünftig auf eigenen Beinen stehen. Er verabschiedet sich von Gideon und Galen und verlässt Regula 4. Das Mineral soll künftig rücksichtsvoller abgebaut werden. |             |                          |                               |                        |                        |               |                |                                 |
| 3 | 106         | Der Quell der Ewigkeit   | The Well of Forever           | Janet Greek            | Fiona Avery            | 23. Juni 1999 | 30. Juni 2011  | 14                              |
| Galen, der die Excalibur mit seinem eigenen Schiff begleitet, berichtet Gideon von einem mystischen Ort im Hyperraum, der als Quell der Ewigkeit bezeichnet wird. Der Quell sei ein Ort mit starker Energie, an dem Antworten auf viele Fragen zu erwarten seien und vielleicht auch Hilfe bei der Heilung der Drakh-Seuche. Gideons Crew stimmt zu. Galen koppelt sein Schiff an die Systeme der Excalibur, da nur beide Schiffe gemeinsam bis zum Quell durch den Hyperraum manövrieren können. Als sich die Suche verzögert bekommt Gideon Zweifel und steht kurz davor, die Suche abzubrechen. Galen stellt jedoch klar, dass er die Steuerung der Excalibur erst wieder freigibt, wenn der Quell gefunden ist. Gideon ist entsetzt, doch kurz darauf wird das Ziel erreicht. Es handelt sich um ein riesiges Gebilde aus wertvollen Metallen und Mineralien, das als Ruhestätte für hochentwickelte Zivilisationen und Techno-Magier dient. Galen enthüllt seine wahren Beweggründe: Einst versprach er seiner verstorbenen Geliebten Isabelle den Quell zu finden, den sie über viele Jahre gesucht hatte. Er lässt ihre Asche auf dem Quell zurück und verspricht, Gideons Vertrauen nie wieder zu missbrauchen. Danach löscht er jeden Hinweis auf die Position des Quells. Währenddessen erhält Matheson Besuch von Mr. Jones vom Büro für Integration der Telepathen, der Nachfolgeorganisation des Psi-Corps. Jones hat den Auftrag Matheson zu telepathisch zu scannen um sicherzustellen, dass er seine Fähigkeiten nicht illegal einsetzt. Jones erfährt, dass Matheson bereits die Gedanken einiger Crewmitglieder gelesen hat und berichtet dies Gideon. Der vertraut Matheson jedoch voll ganz und sorgt dafür, dass ihm keine weiteren Konsequenzen drohen. |             |                          |                               |                        |                        |               |                |                                 |
| 4 | 109         | Der Pfad der Sorgen      | The Path of Sorrows           | Mike Vejar             | J. Michael Straczynski | 30. Juni 1999 | 30. Juni 2011  | 4                               |
| Die Crew entdeckt auf einem Planeten ein mysteriöses außerirdisches Wesen, das in einer verschlossenen Kugel lebt. Um es zu untersuchen, wird es an Bord der Excalibur gebracht. Dort nimmt es telepathischen Kontakt mit mehreren Personen auf, die dadurch Visionen von früheren Erlebnissen haben: Gideon diente früher auf dem Zerstörer Cerberus. Dieser wurde von einem seltsamen Schiff zerstört, das Ähnlichkeit mit einem Schiff vom Volk der Schatten hatte. Gideon überlebte als Einziger und wurde von Galen gerettet, der ihn zufällig fand. Bei der anschließenden Befragung durch Offiziere der Erdstreitkräfte wird Gideons Version nicht beachtet und die Explosion der Cerberus auf einen technischen Defekt zurückgeführt. Später gewinnt Gideon bei einem Pokerspiel eine mysteriöse Truhe, die sogenannte Apokalypse-Box. Der ehemalige Besitzer ist erleichtert, endlich frei zu sein und warnt Gideon, dass die Box häufig Lüge. Kurz darauf stirbt er. Matheson erinnert sich an die letzten Tage des Psi-Corps, als ihm eine vom Corps abtrünnige Telepathin als Gefangene vorgeführt wird. Sie berichtet von Verbrechen durch das Corps und appelliert an sein Gewissen. Schließlich ermöglicht er ihr einen Angriff auf das Corps einzuleiten, der letztlich zu dessen Ende führte. Galen wird an das letzte Gespräch mit seiner im Sterben liegenden Geliebten Isabelle erinnert. Er wird wütend und fragt, was das Wesen eigentlich wolle. Es antwortet, dass es denjenigen vergebe, die dies selbst nicht können. Voller Zorn ist Galen kurz davor das Wesen umzubringen, doch Gideon ist rechtzeitig da und bringt den Außerirdischen wieder auf den Planeten zurück. |             |                          |                               |                        |                        |               |                |                                 |
| 5 | 110         | Dureenas Geheimnis       | Patterns of the Soul          | Tony Dow               | Fiona Avery            | 7. Juli 1999  | 7. Juli 2011   | 13                              |
| General Thompson von den Erdstreikräften schickt die Excalibur auf den Planeten Theta 49. Dort soll sich eine Gruppe Menschen aufhalten, die während der Ausbringung der Drakh-Seuche von der Erde geflohen sind. Sollten sie infiziert sein, stellen sie ein Sicherheitsrisiko dar und sollen zur Erde zurückkehren. Mit einem temporären Schutz können sich die Crewmitglieder der Excalibur sicher auf dem Planeten bewegen. Tatsächlich tragen die Siedler das Virus in sich. Gideon befiehlt ihnen, sich bereit zu machen, Theta 49 zu verlassen. Gideon wird misstrauisch, als Thompson anordnet, das Logbuch des Siedlerschiffes zu löschen und stellt Nachforschungen an. In der Zwischenzeit entdeckt Dureena auf dem Planeten eine Gruppe von Angehörigen ihrer eigenen Spezies, die ebenfalls infiziert sind. Da ihr Heimatplanet Zander Prime zerstört wurde, sind es die letzten Überlebenden ihres Volkes, die einst auf Theta 49 notlandeten und vergessen wurden. Dr. Chambers kommt hinzu und Dureena verlangt, dass niemand von der Gruppe erfahren soll. Es stellt sich heraus, dass die Siedler Versuchspersonen eines illegalen Forschungsprogramms der Erdallianz waren und absichtlich mit den Virus infiziert wurden. Als die Siedler mit ihrem Schiff flüchten wollen, lässt Gideon es zerstören, womit die Angelegenheit für Thompson erledigt ist. Gideon ließ das Schiff allerdings vorher unbemerkt evakuieren. Die Siedler können weiterhin auf Theta 49 leben und haben keine Möglichkeit den Planeten zu verlassen. Dr. Chambers findet heraus, dass die Angehörigen von Dureenas Volk höchstens noch ein Jahr zu leben haben. |             |                          |                               |                        |                        |               |                |                                 |
| 6 | 111         | Befehle aus dem Grab     | Ruling from the Tomb          | John Copeland          | Peter David            | 14. Juli 1999 | 7. Juli 2011   | 2                               |
| Auf dem Mars findet eine Konferenz über die Drakh-Seuche statt, bei der Dr. Chambers eine Rede halten soll. Hauptverantwortlich für die Sicherheit sind Gideon und Captain Elizabeth Lochley, die Kommandantin von Babylon 5. Schon bald wird ein Konferenzteilnehmer ermordet. Die Spuren weisen auf eine Weltuntergangssekte hin, die die Seuche für eine Strafe Gottes hält, die nicht bekämpft werden darf. Später wird ein Mitglied der Crew der Excalibur ebenfalls angegriffen, überlebt aber. Eine Gemeinsamkeit beider Opfer ist, dass beide früher der gleichen Glaubensgemeinschaft angehörten. Die Ermittlungen führen zu einem Mann Namens Andre Sabat, der unter falschen Namen an der Konferenz teilnimmt und früher ebenfalls in der Glaubensgemeinschaft war. Um von anderen ehemaligen Mitgliedern nicht erkannt zu werden, versuchte er mit Komplizen, diese aus dem Weg zu räumen. Einst erlitt er einen Zusammenbruch und hört seitdem eine Stimme, die er für Jeanne d’Arc hält und ihm Anweisungen gibt. Er beabsichtigt mit anderen Sektenmitgliedern das Konferenzgebäude zu sprengen. Als der Zeitzünder der Bombe nur noch wenige Sekunden anzeigt, beginnt Chambers mit ihrer Rede. Gideon unterbricht sie und sagt den Teilnehmern, dass man die Seuche nicht besiegen könne. Sabat lässt sich täuschen, glaubt sein Ziel erreicht zu haben und stoppt den Countdown. Schließlich werden er und seine Komplizen gestellt und bei einem Feuergefecht getötet. |             |                          |                               |                        |                        |               |                |                                 |
| 7 | 112         | Nach eigenen Regeln      | The Rules of the Game         | Jesús Salvador Treviño | J. Michael Straczynski | 21. Juli 1999 | 14. Juli 2011  | 12                              |
| Die Excalibur macht Zwischenstopp auf der Raumstation Babylon 5. Gideon soll dort im Beisein von Lochley Verhandlungen führen, die den Planeten Lorka 7 betreffen. Dort wird das Wissen eines alten Volkes vermutet, das bei der Suche nach einem Heilmittel hilfreich sein könnte. Zwei Vertreter der Lorkaner verweigern jedoch jegliche Zusammenarbeit, da eine Landung auf Lorka 7 den Planeten entweihen würde. Es kommt sogar zu einem erfolglosen Mordanschlag auf Gideon und Lochley. Der Hintergrund ist, dass die beiden Lorkaner auf ihrer Heimatwelt illegal mit Technologie handelten und dies unbedingt vertuschen wollten. Sie werden inhaftiert und die Excalibur erhält die Erlaubnis, auf Lorka 7 zu landen. Gideon und Lochley beginnen unterdessen eine Affäre. Max Eilerson trifft auf der Station seine Exfrau Cynthia Allen. Allen hat Schulden bei einem Kredithai, Rolf Mueller, der extreme Zinsen verlangt. Eilerson hilft ihr, indem er dem Mueller den geliehenen Betrag ohne Zinsen zurückzahlt. Dieser gibt sich damit nicht zufrieden. Er lässt Allens Katze Mister Kitty entführen und droht damit, dem Tier etwas anzutun, wenn er nicht die gesamte Summe erhält. Eilerson greift daraufhin zu einer alten Waffe aus seiner archäologischen Sammlung, die einst von Sklavenhaltern genutzt wurde. Er legt Mueller damit einen Ring um den Hals, der explodiert, wenn er sich Eilerson oder Cynthia jemals nähert. Mister Kitty kommt somit frei. |             |                          |                               |                        |                        |               |                |                                 |
| 8 | 113         | Erscheinungsbilder       | Appearances and Other Deceits | Stephen Furst          | J. Michael Straczynski | 28. Juli 1999 | 14. Juli 2011  | 5                               |
| Ein unbekanntes außerirdisches Raumschiff wird von der Crew der Excalibur geborgen. Bis auf einen Überlebenden ist die gesamte Besatzung tot. Der bewusstlose Außerirdische wird auf die Krankenstation gebracht. Dort berührt er eine Medizinerin und stirbt sofort. Eilerson schafft es, im fremden Schiff gefundene Schriftzeichen zu übersetzen. Es stellt sich heraus, dass die Besatzung einem Wesen zum Opfer fiel, das sich in einem oder mehreren Körpern anderer Lebewesen aufhält und durch Berührung übertragen wird. Zu diesem Zeitpunkt ist bereits ein beträchtlicher Teil der Crew besessen. Es gelingt, die Infizierten zu isolieren. Das Wesen fordert, auf einem Planeten ausgesetzt zu werden, um die dort ansässige Bevölkerung zu übernehmen. Gideon überlistet es, indem er dem abgesperrten Bereich kurzzeitig den Sauerstoff entzieht und dort einen Wachmann in einem Raumanzug platziert, der kurz vorher getötet wurde. Da das Wesen mit seinen Wirten sterben würde, rettet es sich in den Körper im Raumanzug. Zu spät bemerkt es, dass der Mann tot ist. Der Körper wird ins All gestoßen und mit einem Schuss vernichtet. Indes befinden sich zwei politische Berater der Erde auf der Excalibur, die das Image der Crew aufpolieren sollen, um die Menschheit zu beruhigen. Im Zuge dessen werden die schwarzen Uniformen der Crew durch graue ersetzt. |             |                          |                               |                        |                        |               |                |                                 |
| 9 | 103         | Der Friedhof der Schiffe | Racing the Night              | Mike Vejar             | J. Michael Straczynski | 4. Aug. 1999  | 21. Juli 2011  | 6                               |
| Die Crew der Excalibur untersucht einen Planeten, von dem vermutet wird, dass die Bevölkerung durch ein ähnliches Virus starb, wie jenes, das auf der Erde freigesetzt wurde. In einer riesigen Geisterstadt wird ein Crewmitglied getötet. Dem Opfer fehlen sämtliche innere Organe. Nachdem es zu weiteren Angriffen kommt, kann mit Hilfe von Galen aufgeklärt werden, was auf dem Planeten vor sich geht: Vor eintausend Jahren kontaminierte das Volk der Schatten den Planeten mit derselben Seuche, die die Menschheit befallen hat. Die Bevölkerung begab sich nach erfolglosen Bemühungen, das Virus zu bekämpfen, in Kälteschlaf. Alle zwei Jahre wird ein Angehöriger des Volkes geweckt, der alles überwacht und bald darauf an der Krankheit stirbt. Besucher des Planeten werden auf der Suche nach einem Heilmittel medizinisch analysiert und dabei getötet. Gideon verurteilt dieses Verhalten, verspricht jedoch zurückzukehren, wenn er ein Mittel gegen das Virus gefunden hat. Die Verantwortlichen für die Morde sollen dann aber zur Rechenschaft gezogen werden. Aus einem Versteck in seinem Quartier nimmt Gideon die Apokalypse-Box (vgl. Episode „Der Pfad der Sorgen“) und fragt sie nach dem nächsten Reiseziel. |             |                          |                               |                        |                        |               |                |                                 |
| 10 | 102         | Die Warnung des Magiers  | The Memory of War             | Tony Dow               | J. Michael Straczynski | 11. Aug. 1999 | 21. Juli 2011  | 8                               |
| Die Excalibur steuert einen weiteren Planeten an, dessen Bevölkerung unter ähnlichen Umständen wie auf der Erde ausgestorben ist. Galen warnt eindringlich davor, den Planeten zu betreten; er gelte bei Techno-Magiern als verbotener und äußerst gefährlicher Ort. Doch Gideon will sich die Gelegenheit nicht entgehen lassen. Bereits in der ersten Nacht kommen mehrere Expeditionsmitglieder gewaltsam zu Tode. Gemeinsam mit Galen findet die Crew heraus, dass es sich um ein künstliches Nano-Virus handelt, das seine Opfer in einen Blutrausch verfallen lässt und anschließend alle Erinnerungen löscht. Die Einwohner des Planeten haben sich folglich gegenseitig umgebracht. Galen vermutet eine zentrale Steuerung hinter dem Virus und wird schließlich fündig: Einst entwickelten Techno-Magier das Virus als Waffe und testeten sie auf dem Planeten. Da niemand davon erfahren sollte, erklärten sie ihn zum verbotenen Ort. Galen zerstört die künstliche Intelligenz, die das Virus steuert, und macht diesen damit unschädlich. Dr. Chambers gelingt es, aus den gewonnenen Informationen einen temporären Schutz gegen das Drakh-Virus zu entwickeln, der für 48 Stunden anhält. Erneut konsultiert Gideon die Apokalypse-Box, deren letzter Hinweis zwar kein Heilmittel, wohl aber einen kleinen Fortschritt gebracht hat. Sie rät, Galen nicht zu vertrauen. |             |                          |                               |                        |                        |               |                |                                 |
| 11 | 101         | Praxis 9                 | The Needs of Earth            | Mike Vejar             | J. Michael Straczynski | 18. Aug. 1999 | 28. Juli 2011  | 7                               |
| Gideon wird über einen Gefangen namens Natchok Var informiert, der wichtige Daten seine Volkes, den Moradi, gestohlen haben soll. Da es sich dabei um zum Teil uraltes Wissen handelt, hofft Gideon, darunter etwas nützliches für seine Mission zu finden. Var wird auf dem Planeten Praxis 9 gefangengehalten und soll den Moradi in Kürze ausgeliefert werden. Dureena und Gideon befreien Var und bringen ihn auf die Excalibur. Er besteht darauf, die Daten nur an jemanden herauszugeben, der sich als würdig erweist. Bald treffen Zerstörer der Moradi ein und fordern die Auslieferung Vars. Dieser hört zwischenzeitlich auf der Krankstation zufällig ein Stück von Wolfgang Amadeus Mozart, was ihn überzeugt, dass er den Menschen seine Daten anvertrauen kann. Er bittet Gideon, die Daten zu kopieren und steigt anschließend in ein Shuttle, um sich seinen Leuten zu ergeben. Diese zerstören das Shuttle jedoch kurz nach dem Start. Dr. Chambers hat die kopierten Daten analysiert und deckt die wahren Hintergründe auf: Die Regierung der Moradi hat beschlossen, dass sämtliche Kunst vernichtet werden soll, da diese als schädlich angesehen wird. Bücher werden verbrannt und jenen, die sich widersetzen, droht die Todesstrafe. Var besaß die letzten Kopien und wollte sie vor der Zerstörung bewahren. Chambers findet zwar keinen Hinweis auf ein Heilmittel, ist aber davon überzeugt, dass die Kunstwerke dennoch einen Wert für die Menschheit haben, indem sie als Quelle für Inspiration und Hoffnung dienen. |             |                          |                               |                        |                        |               |                |                                 |
| 12 | 104         | Die Verschwörer          | Visitors from Down the Street | Jerry Apoian           | J. Michael Straczynski | 25. Aug. 1999 | 28. Juli 2011  | 9                               |
| Aus einer im All treibenden Kapsel werden zwei Angehörige einer unbekannten Spezies, Durkani und Lyssa, an Bord der Excalibur geholt. Obwohl es sich um einen Erstkontakt handelt, sprechen die beiden Englisch und tragen Kleidung wie die Menschen im 20. Jahrhundert. Die Fremden sind zudem völlig verängstigt. Durkani erklärt, dass er einer Verschwörung auf der Spur sei. Die Menschen würden seinen Heimatplaneten seit langer Zeit heimlich ausbeuten und seien mit seiner Regierung im Bunde. Zunächst geht er davon aus, dass Gideon ebenfalls eingeweiht ist, doch schließlich bittet er ihn, bei der Aufklärung zu helfen. Kurz darauf taucht Kendarr, ein weiterer Angehöriger des Fremden Volkes auf, fordert die Auslieferung von Durkani und Lyssa, und kommt an Bord. Dort kommt es zur Konfrontation zwischen den drei Fremden. Um eine Eskalation zu verhindern, ermöglicht Gideon Durkani und Lyssa die Heimreise. Kendarr klärt die Situation auf: Sein Volk empfing vor etwa 200 Jahren erstmals Radiowellen anderer Spezies. Die Regierung täuscht seitdem eine Verschwörung mit den Menschen vor, die sie vor dem Volk jedoch demonstrativ abstreitet. Auf diese Weise soll die Akzeptanz unliebsamer Entscheidungen erhöht werden, da Regierungsmitglieder nur für Marionetten der Menschen gehalten werden. Durkani werde nichts geschehen, denn man brauche Leute wie ihn, um den Glauben an die Verschwörung aufrechtzuerhalten. Gideon missfällt die Angelegenheit. Er schickt Sonden auf die Heimatwelt von Kendarr, die den Schwindel aufdecken. |             |                          |                               |                        |                        |               |                |                                 |
| 13 | 105         | Die Entscheidung         | Each Night I Dream of Home    | Stephen Furst          | J. Michael Straczynski | 1. Sep. 1999  | 4. Aug. 2011   | 10                              |
| Gideon wird auf eine Streng geheime Mission geschickt, deren Einzelheiten er nur nach und nach erfährt. Ein Senator der Erde, der nicht infiziert ist, kommt gemeinsam mit dem Zivilisten David Williams an Bord der Excalibur. Williams war nicht auf der Erde als das Virus freigesetzt wurde, doch er will um jeden Preis zu seiner Geliebten, die sich dort befindet. Daher meldete er sich freiwillig für ein Experiment, bei der ein Mensch mit dem Virus infiziert und in diesem Moment überwacht werden soll. Auf dem Weg zur Erde wird ein Funksignal von Elizabeth Lochley empfangen, die sich nach einem Kampf gegen Raumpiraten in einer Notlage befindet. Gideon holt sie an Bord. Bei der Erde wird unter hohen Sicherheitsvorkehrungen der Leiter der xenobiologischen Forschungsabteilung und ehemalige Chefarzt von Babylon 5, Dr. Stephen Franklin, an Bord genommen. Er soll gemeinsam mit Dr. Chambers das Experiment überwachen. Zur Durchführung bewegt sich die Excalibur an einen geheimen Ort, doch die Drakh spüren das Schiff auf und es kommt zum Kampf, bei dem Lochley das Kampfjägergeschwader anführt. Die Schiffe der Drakh können zurückgeschlagen werden, während das Experiment erfolgreich abgeschlossen wird. Die wichtigste Erkenntnis dabei ist, dass es sich um ein künstliches Nano-Virus handelt. Franklin und Williams kehren schließlich auf die Erde zurück. |             |                          |                               |                        |                        |               |                |                                 |
| 14 | 114         | -                        | To the Ends of the Earth      | -                      | J. Michael Straczynski | -             | -              | 11                              |
| Gideon erhält von der Apokalypse-Box den Hinweis, dass ein Schiff der gleichen Bauart wie jenes, das die Cerberus zerstörte (vgl. Episode „Der Pfad der Sorgen“) wieder aktiv ist. Es hat ein außerirdisches Schiff angegriffen und dabei ein Blutbad angerichtet. Ungeachtet seiner eigentlichen Mission ist Gideon entschlossen, die Verfolgung aufzunehmen. Das brutale Vorgehen des fremden Schiffes lässt auch die übrige Crew zustimmen. Bei der anschließenden Jagd bringt Gideon, von Rache getrieben, den Antrieb der Excalibur an den Rand seiner Belastbarkeit und somit die gesamte Mission in Gefahr. Bei teilen der Besatzung löst dies Verärgerung aus. Galen fragt indes besorgt nach Gideons Informationsquellen und warnt ihn, dass er vielleicht die Kontrolle verlieren könnte; doch Gideon hält sich bedeckt und wiegelt ab. In einem Asteroidenfeld kann das Schiff schließlich gestellt und unschädlich gemacht werden. Bevor es genauer untersucht werden kann, zerstört es sich selbst. Eilerson findet jedoch heraus, dass es sich definitiv um Technologie der Schatten handelt. Im Anschluss sucht Gideon den Ort auf, an dem das außerirdische Schiff angegriffen wurde. Er vermutet dort den Ursprung des Schiffes mit Schattentechnologie. Auf einem Mond findet er ein großes, erst kürzlich zerstörtes Gebiet. Die Verwüstung ist offensichtlich durch eine Waffe entstanden, die dem Hauptgeschütz der Excalibur gleicht. Gideon vermutet, dass es noch weitere mysteriöse Schiffe wie das verfolgte gibt und will die Suche fortsetzen. Galen trifft sich mit einem anderen Technomagier, der andeutet, dass sein Orden etwas mit der Schattentechnologie zu tun hat. Gideon soll davon zunächst möglichst nichts erfahren. Unterdessen ist Gideon der neuen grauen Uniformen überdrüssig (vgl. Episode Erscheinungsbilder). Ein angeblicher Unfall in der Wäscherei dient als Vorwand, um zu den schwarzen Uniformen zurückzukehren. |             |                          |                               |                        |                        |               |                |                                 |
| 15 | 115         | -                        | Value Judgments               | -                      | Fiona Avery            | -             | -              | 15                              |
| In den Minen einer Kolonie der Erdallianz untersucht Eilerson eine Kammer, die von einer alten, hochentwickelten Spezies angelegt wurde und telepathisch versiegelt ist. Mathesons Kräfte sind nicht stark genug, um die Tür zu öffnen. Die Crew der Excalibur erfährt von einem Telepathen, der in der Nähe Leben soll und sucht ihn auf. Es handelt sich um Alfred Bester, der für seine Verbrechen während der Telepathenkrise angeklagt ist und auf der Flucht ist. Matheson ist dagegen, mit Bester zu kooperieren, während Dureena und Eilerson aufgrund der Chance auf ein Heilmittel Besters Hilfe in Anspruch nehmen wollen. Dieser fordert als Gegenleistung, dass er auf der Excalibur mitgenommen wird, um weiter fliehen zu können. Gideon lehnt zunächst ab, ändert seine Meinung aber, als Bester droht, Matheson ebenfalls für angebliche Verbrechen zu belasten. Bester öffnet die Kammer. Darin wird Wasser gefunden, das sich als hochwirksames Schmerzmittel herausstellt und sogar leicht lebensverlängernd wirkt. Auf dem Rückweg wird die Gruppe von einer Bande angegriffen, die erfolglos versucht, den Fund an sich zu nehmen. Während des Kampfes rettet Bester Matheson das Leben. Bester verlässt die Excalibur und dockt später an ein großes Raumschiff des Psi-Corps an, das offiziell nicht mehr existiert. Mit einem anderen Telepathen spricht er über die Absicht, eines Tages zurückzuschlagen. In der Kolonie suchen Männer vergeblich nach ihm und überbringen die schlechte Nachricht ihrem Auftraggeber Michael Garibaldi. |             |                          |                               |                        |                        |               |                |                                 |
| 16 | 116         | -                        | The End of the Line           | -                      | J. Michael Straczynski | -             | -              | 16                              |
| Gideon folgt der Spur eines Funksignals, das auch von dem Schiff unbekannter Herkunft gesendet wurde, das er einst verfolgte (vgl. Episode „To the Ends of the Earth“). Kurz vor dem Ziel gerät die Excalibur beinahe in eine Falle – ihre Ankunft wurde bereits erwartet. Gideon vermutet einen Verräter und tatsächlich wird ein Besatzungsmitglied enttarnt, das sich seiner Verhaftung durch Selbstmord entzieht. Die Crew entdeckt eine Basis der Erdstreitkräfte, die nirgends verzeichnet ist. Der Befehlshaber, Major Lee, erklärt es handele sich um eines von sechs streng geheimen Forschungszentren und fordert Gideon zum Umkehren auf. Die Excalibur zieht sich zurück, doch Gideon infiltriert die Einrichtung mit Hilfe von Galen unbemerkt. Dort entdeckt Gideon seltsame menschliche Gestalten, deren Haut der Hülle von Schattenschiffen ähnelt. Lee kann Gideon festsetzen und klärt ihn auf: Die Erdstreitkräfte erforschen insgeheim die Technologie der Schatten. Ein Ergebnis davon war jenes Schiff, das die Cerberus zerstörte (vgl. Episode „Der Pfad der Sorgen“), da man es nicht kontrollieren konnte. Er erklärt außerdem, dass auch die Technomagier Schattentechnologie nutzen. Kurz darauf wird Gideon von Galen befreit. Dieser tötet die Mischwesen. Gideon schenkt Galen aufgrund seines Gespräches mit Lee kein Vertrauen mehr und beschließt, fortan getrennte Wege zu gehen. Er beabsichtigt, die Öffentlichkeit über die illegalen Experimente zu informieren und arrangiert ein Treffen auf dem Mars. Bevor er etwas preisgeben kann, wird Gideon niedergeschossen. |             |                          |                               |                        |                        |               |                |                                 |